# Dirk Skreber
Dirk Skreber (Lübeck, 1961) is een hedendaagse Duitse kunstenaar die zowel beelden, installaties als schilderijen maakt. Hij studeerde van 1982 tot 1988 aan de Kunstacademie Düsseldorf waar hij onder andere les kreeg van Alfonso Hüppi. 
In 2000 was hij de eerste ontvanger van de 'Preis der Nationalgalerie für junge Kunst', een tweejaarlijkse prijs voor een in Duitsland wonende kunstenaar onder de 40 jaar. Skreber woont en werkt in New York.
In Skrebers oudere werk worden in vaak levensgrote doeken bijna banale en hyperrealistische beelden van (bijna) ongelukken, natuurrampen, overstromingen en geïsoleerde plekken tot iconen van glamoureuze schoonheid. Door de klinische en formalistische stijl ontstaat er afstand tot het object, en tegelijk lijkt de tijd tot stilstand te worden gebracht in de beelden. Zijn doeken zijn geschilderd in een stijl die onder andere leent van reclame-uitingen en luchtfoto's, waar hij dikwijls bruut doorheen klieft met verf die uiteen lijkt te spatten op het doek en die deel wordt van de gewelddadige dreiging die eruit spreekt. Een dreiging die bovendien ook met de tijd lijkt te spelen, want het ongeluk heeft immers al plaatsgevonden. Objecten als treinen, huizen en (onderdelen van) auto's keren steeds weer terug.
In Skrebers recentere werk worden steeds vaker mensen afgebeeld, vaak al bestaande printen in een kader van foamtape en fluorescerende verf op houten panelen, waar in een grafisch lijnenspel de menselijke figuur soms amper nog te ontwaren is en de lijnen weer nieuwe figuren vormen. Door de dikte van de foamtape krijgen de schilderijen in deze stijl vaak een wat sculpturale aanblik.
Skrebers sculpturen bestaan vaak uit auto's die naar hun vorm te zien een ernstig ongeluk hebben gehad, waarbij de manier waarop rationeel gezien soms helemaal niet mogelijk is.
Zijn werk is tentoongesteld in museums en galerieën over de hele wereld.

## Tentoonstellingen
- "New work", Blum & Poe, Los Angeles, VS, 2010
- "Exhibition no. 2", Friedrich Petzel Gallery, New York, VS, 2009
- Museum De Hallen, Haarlem, 2009
- Museum Dhondt-Dhaenens, Deurle, 2009
- Frans Hals Museum, Haarlem, 2008, 2009
- Museum für Moderne Kunst, Frankfurt am Main, Duitsland, 2008
- "Blutgeschwindigkeit", Galerie Luis Campaña, Keulen, Duitsland, 2008
- "Blutgeschwindigkeit", Museum Franz Gertsch, Burgdorf, Zwitserland, 2008
- "Blutgeschwindigkeit", Staatliche Kunsthalle Baden-Baden, Baden-Baden, Duitsland, 2008
- "Was für ein Tag", Gallery Luis Campaña, Keulen, Duitsland, 2006
- "Crystal mess", Frieder Petzel Gallery, New York, VS, 2006
- Wakita Museum of Art, Karuizawa, Japan, 2005
- "It rocks us so hard - ho ho ho", Joslyn Art Museum, Omaha and Aspen Art Museum, VS, 2005
- "raum]für[raum", Kunsthalle Düsseldorf, Düsseldorf, Duitsland, 2004
- "Muss et Sin", Engholm Engelhorn Galerie, Wenen, Oostenrijk, 2004
- "Na(h)tanz 2.0", Aspen Art Museum, Aspen, Colorado, VS, 2004
- Friedrich Petzel Gallery, New York, VS, 2004
- "Painspotting", Blum & Poe, Los Angeles, VS, 2003
- Galerie Andreas Brüning, Düsseldorf, Duitsland, 2003
- Gió Marconi, Milaan, Italië, 2002
- Kunstverein Freiburg, Freiburg, 2002
- Galerie Elba Betinez, Madrid, Spanje, 2002
- Engholm Engelhorn Galerie, Wenen, Oostenrijk, 2001
- Hamburger Bahnhof - Museum für Gegenwart, Berlijn, Duitsland, 2000
- Blum & Poe, Los Angeles, VS, 1999
- Galerie Luis Campaña, Keulen, Duitsland, 1999
- Portfolio, Wenen, Oostenrijk, 1998
- Leopold-Hoesch-Museum, Düren, Duitsland, 1997
- Galerie Luis Campaña, Keulen, Duitsland, 1997
- Galerie Bochynek, Düsseldorf, Duitsland, 1997
- Kunsthalle Rostock, Rostock, Duitsland, 1994
- Bloom Gallery, Amsterdam, 1994
- Kunstraum München, Duitsland, 1992
- Bloom Gallery, Amsterdam, 1992
- "Neue Bilder", Galerie Ulrike Schmela, Düsseldorf, 1991